# Guido Gratton
Guido Gratton (23. září 1932 Monfalcone, Italské království – 26. listopad 1996 Bagno a Ripoli, Itálie) byl italský fotbalový záložník.
Vyrůstal v Parmě, kde odehrál první zápasy. V roce 1950 odešel do Vicenzi a po dvou letech do Comy. Až v roce 1953 když přestoupil do Fiorentiny se stal hráčem dobrých kvalit. Za fialky nastoupil do sedmy sezon a vyhrál s ní titul v sezoně 1955/56. V následující sezoně postoupil s klubem do finále poháru PMEZ. Zde prohrál s Realem (0:2).
V roce 1960 odešel do Neapole a po jedné sezoně odešel do Interu, ale zde odehrál jedno utkání ve Veletržním poháru. Kariéru dohrál v dresu Lazia.
Za reprezentaci odehrál 11 utkání. Byl v nominaci na MS 1954.
V roce 1996 zemřel ve věku 64 let na následky přepadení lupičů.

## Hráčská statistika
| Sezóna  | Klub       | Liga    | Liga   | Liga | Ligové poháry | Ligové poháry | Ligové poháry | Kontinentální poháry | Kontinentální poháry | Kontinentální poháry | Celkem | Celkem |
| Sezóna  | Klub       | Soutěž  | Zápasy | Góly | Soutěž        | Zápasy        | Góly          | Soutěž               | Zápasy               | Góly                 | Zápasy | Góly   |
| ------- | ---------- | ------- | ------ | ---- | ------------- | ------------- | ------------- | -------------------- | -------------------- | -------------------- | ------ | ------ |
| 1950/51 | Vicenza    | Serie B | 4      | 2    | -             | 0             | 0             | -                    | 0                    | 0                    | 4      | 2      |
| 1951/52 | Vicenza    | Serie B | 37     | 7    | -             | 0             | 0             | -                    | 0                    | 0                    | 37     | 7      |
| 1952/53 | Como       | Serie A | 30     | 3    | -             | 0             | 0             | -                    | 0                    | 0                    | 30     | 3      |
| 1953/54 | Fiorentina | Serie A | 31     | 10   | -             | 0             | 0             | -                    | 0                    | 0                    | 31     | 10     |
| 1954/55 | Fiorentina | Serie A | 18     | 0    | -             | 0             | 0             | -                    | 0                    | 0                    | 18     | 0      |
| 1955/56 | Fiorentina | Serie A | 34     | 3    | -             | 0             | 0             | -                    | 0                    | 0                    | 34     | 3      |
| 1956/57 | Fiorentina | Serie A | 30     | 2    | -             | 0             | 0             | PMEZ                 | 5                    | 0                    | 35     | 2      |
| 1957/58 | Fiorentina | Serie A | 29     | 3    | IP            | 4             | 0             | -                    | 0                    | 0                    | 33     | 3      |
| 1958/59 | Fiorentina | Serie A | 24     | 6    | IP            | 2             | 0             | -                    | 0                    | 0                    | 26     | 6      |
| 1959/60 | Fiorentina | Serie A | 26     | 4    | IP            | 3             | 1             | -                    | 0                    | 0                    | 29     | 5      |
| 1960/61 | Neapol     | Serie A | 18     | 2    | IP            | 1             | 0             | -                    | 0                    | 0                    | 19     | 2      |
| 1961    | Inter      | Serie A | 0      | 0    | -             | 0             | 0             | Vel.P                | 1                    | 0                    | 1      | 0      |
| 1961/62 | Lazio      | Serie B | 5      | 1    | -             | 0             | 0             | -                    | 0                    | 0                    | 5      | 1      |
| Celkem  | Celkem     | Celkem  | 286    | 43   | -             | 10            | 1             | -                    | 6                    | 0                    | 302    | 44     |

## Hráčské úspěchy

### Klubové
- 1× vítěz italské ligy (1955/56)

### Reprezentační
- 1× na MS (1954)
- 1× na MP (1955–1960)